# Gustav Neidlinger
Gustav Neidlinger (Mainz, 1910. március 21. – Bad Ems, 1991. december 26.) német bassz-bariton énekes.
Frankfurtban tanult, majd 1931-ben debütált Mainzban. Énekelt Hamburgban és Stuttgartban, 1952-től 1975-ig a bayreuth-i Festspielhaus állandó előadója volt. Itt Alberich, Klingsor, Kurwenal, Sachs és Telramund szerepeivel nyűgözte le a nézőket. 1955-ben a Royal Festival Hallban Kurwenalt, 1958-ban Lysiart és Kurwenal szerepeit énekelte az Edinburgh-i Fesztiválon. 1972-ben énekelt először New Yorkban, akkor Alberichet.

## Wagner-felvételei
- Wagner: Lohengrin - Telramund - 1960 - Maazel - Bayreuth (Golden Melodram, GM 1.0072)
- Wagner: Lohengrin - Telramund - 1965 - Wolfgang Sawallisch - Milano (Living Stage, LS 40 35 151; Melodram, MEL 37067)
- Wagner: Trisztán és Izolda - Kurwenal - 1953 - Eugen Jochum - Bayreuth (Archipel, ARPCD 170-3; Arkadia, CDMP 430; Golden Melodram, GM 1.0030; Hunt, LSMH 34030)
- Wagner: Trisztán és Izolda - Kurwenal - 1957 - Artur Rodzinsky - Firenze (Living Stage, LS 1107)
- Wagner: Trisztán és Izolda - Kurwenal - 1959 - Ferdinand Leitner - Den Haag (Ponto, PO-1004)
- Wagner: Trisztán és Izolda - Kurwenal - 1970 - Karl Böhm - Bayreuth (CD-ROM, AE 203)
- Wagner: Trisztán és Izolda - Kurwenal - 1973 - Carlos Kleiber - Stuttgart (Living Stage, LS 1052)
- Wagner: Trisztán és Izolda - Kurwenal - 1973 - C. Kleiber - Wien (Exclusive, EX92T18/20; New AS Discs, NAS 2511/3; Phonographe, PHE6601-3)
- Wagner: Trisztán és Izolda - Steuermann - 1949 - Hans Schmidt-Isserstedt - Hamburg (Archipel, ARPCD 0030-3; Cantus Classics, CACD 5.00254/55; MYTO, MCD 981.178)
- Wagner: A nürnbergi mesterdalnokok - Hans Sachs - 1968 - Leitner - Buenos Aires (Living Stage, LS 1024)
- Wagner: A nürnbergi mesterdalnokok - Fritz Kothner - 1956 - Rudolf Kempe - Berlin (EMI, CMS 7 64154 2)
- Wagner: A nürnbergi mesterdalnokok - Nachtwächter - 1952 - Hans Knappertsbusch - Bayreuth ( Archipel, ARPCD 0111-4; Arkadia, CDMP 440; Cantus Classics, CACD 5.00326/27; Golden Melodram, GM 1.0003; Hunt, LSMH 34040; Music and Arts, CD-1014)
- Wagner: Parsifal - Klingsor - 1954 - Knappertsbusch - Bayreuth (Archipel, ARPCD 0283-4; Cantus Classics, CACD 5.00702/03; Golden Melodram, GM 1.0053)
- Wagner: Parsifal - Klingsor - 1960 - Knappertsbusch - Bayreuth (Gala, GL 100.655)
- Wagner: Parsifal - Klingsor - 1961 - Knappertsbusch - Bayreuth (Golden Melodram, GM 1.0049)
- Wagner: Parsifal - Klingsor - 1962 - Knappertsbusch - Bayreuth (Philips, 416 390-2; Philips, 464 756-2)
- Wagner: Parsifal - Klingsor - 1963 - Knappertsbusch - Bayreuth (Golden Melodram, GM 1.0034)
- Wagner: Parsifal - Klingsor - 1964 - Knappertsbusch - Bayreuth (Arkadia, CDMP 451; Golden Melodram, GM 1.0004; Hunt, LSMH 34051)
- Wagner: Parsifal - Klingsor - 1966 - Pierre Boulez - Bayreuth (Golden Melodram, GM 1.0037)
- Wagner: A Rajna kincse - Alberich - 1952 - Wilhelm Schüchter - Hamburg (Cantus Classics, CACD 5.00631; Gebhardt, JGCD 0054-2; Walhall Eternity, WLCD 0133)
- Wagner: A Rajna kincse - Alberich - 1952 - Joseph Keilberth - Bayreuth (Arlecchino, ARL A29-A30; Cantus Classics, CACD 5.00424)
- Wagner: A Rajna kincse - Alberich - 1953 - Wilhelm Furtwängler - Roma (Cantus Classics, CACD 5.00484; EMI, CZS 7 67124 2)
- Wagner: A Rajna kincse - Alberich - 1953 - Keilberth - Bayreuth (Cantus Classics, CACD 5.00544)
- Wagner: A Rajna kincse - Alberich - 1953 - Clemens Krauss - Bayreuth (Foyer, CF 2007; Gala, GL 100.519; Laudis, LCD 4002)
- Wagner: A Rajna kincse - Alberich - 1956 - Knappertsbusch - Bayreuth (Golden Melodram, GM 1.001; Music and Arts, CD-1009; Music and Arts, CD-4009; Orfeo, C 660 513 Y)
- Das Rheingold - Alberich - 1957 - Knappertsbusch - Bayreuth (Laudis, LDS 4010; Music and Arts, CD-253)
- Wagner: A Rajna kincse - Alberich - 1958 - Solti György- Wien (Decca, 414 101-2; Decca, 455 556-2)
- Wagner: A Rajna kincse - Alberich - 1966 - Böhm - Bayreuth (Philips, 412 475-2)
- Wagner: Siegfried - Alberich - 1952 - Keilberth - Bayreuth (Arlecchino, ARL A47-A49; Cantus Classics, CACD 5.00427/28; CD-ROM, AE 203)
- Wagner: Siegfried - Alberich - 1953 - Keilberth - Bayreuth (Cantus Classics, CACD 5.00547/48)
- Wagner: Siegfried - Alberich - 1953 - Krauss - Bayreuth (Foyer, CF 2009; Gala, GL 100.653; Laudis, LCD 4004)
- Wagner: Siegfried - Alberich - 1955 - Keilberth - Bayreuth (Testament, SBT4 1392)
- Wagner: Siegfried - Alberich - 1956 - Knappertsbusch - Bayreuth (Golden Melodram, GM 1.001; Music and Arts, CD-1009; Music and Arts, CD-4009; Orfeo, C 660 513 Y)
- Wagner: Siegfried - Alberich - 1957 - Knappertsbusch - Bayreuth (Laudis, LDS 4012; Music and Arts, CD-255)
- Wagner: Siegfried - Alberich - 1962 - Solti - Wien (Decca, 414 110-2; Decca, 455 564-2)
- Wagner: Siegfried - Alberich - 1966 - Böhm - Bayreuth (Philips, 412 483-2)
- Wagner: Az istenek alkonya - Alberich - 1952 - Keilberth - Bayreuth (Arlecchino, ARL A55-A58; Cantus Classics, CACD 5.00429/30)
- Wagner: Az istenek alkonya - Alberich - 1953 - Keilberth - Bayreuth (Cantus Classics, CACD 5.00549/50)
- Wagner: Az istenek alkonya - Alberich - 1953 - Krauss - Bayreuth (Foyer, FOY 2010; Gala, GL 100.654; Laudis, LCD 4005)
- Wagner: Az istenek alkonya - Alberich - 1956 - Knappertsbusch - Bayreuth (Golden Melodram, GM 1.001; Music and Arts, CD-1009; Music and Arts, CD-4009; Orfeo, C 660 513 Y)
- Wagner: Az istenek alkonya - Alberich - 1957 - Knappertsbusch - Bayreuth (Laudis, LDS 4013; Music and Arts, CD-256)
- Wagner: Az istenek alkonya - Alberich - 1964 - Solti - Wien (Decca, 414 115-2; Decca, 455 569-2)
- Wagner: Az istenek alkonya - Alberich - 1967 - Böhm - Bayreuth (Philips, 412 488-2)